# Список астероїдів (80101—80200)
| Назва              | Тимчасове позначення | Дата відкриття    | Місце відкриття            | Відкривач                      |
| ------------------ | -------------------- | ----------------- | -------------------------- | ------------------------------ |
| (80101) 1999 NV2   | 1999 NV2             | 13 липня 1999     | Сокорро (Нью-Мексико)      | LINEAR                         |
| (80102) 1999 NS42  | 1999 NS42            | 14 липня 1999     | Сокорро (Нью-Мексико)      | LINEAR                         |
| (80103) 1999 PA    | 1999 PA              | 2 серпня 1999     | Обсерваторія Ґекко         | Тецуо Каґава                   |
| (80104) 1999 RA22  | 1999 RA22            | 7 вересня 1999    | Сокорро (Нью-Мексико)      | LINEAR                         |
| (80105) 1999 RD24  | 1999 RD24            | 7 вересня 1999    | Сокорро (Нью-Мексико)      | LINEAR                         |
| (80106) 1999 RV26  | 1999 RV26            | 7 вересня 1999    | Сокорро (Нью-Мексико)      | LINEAR                         |
| (80107) 1999 RG29  | 1999 RG29            | 8 вересня 1999    | Сокорро (Нью-Мексико)      | LINEAR                         |
| (80108) 1999 RL29  | 1999 RL29            | 8 вересня 1999    | Сокорро (Нью-Мексико)      | LINEAR                         |
| (80109) 1999 RA34  | 1999 RA34            | 10 вересня 1999   | Сокорро (Нью-Мексико)      | LINEAR                         |
| (80110) 1999 RQ40  | 1999 RQ40            | 7 вересня 1999    | Сокорро (Нью-Мексико)      | LINEAR                         |
| (80111) 1999 RK42  | 1999 RK42            | 13 вересня 1999   | Вішнянська обсерваторія    | Корадо Корлевіч                |
| (80112) 1999 RN61  | 1999 RN61            | 7 вересня 1999    | Сокорро (Нью-Мексико)      | LINEAR                         |
| (80113) 1999 RL78  | 1999 RL78            | 7 вересня 1999    | Сокорро (Нью-Мексико)      | LINEAR                         |
| (80114) 1999 RO88  | 1999 RO88            | 7 вересня 1999    | Сокорро (Нью-Мексико)      | LINEAR                         |
| (80115) 1999 RF95  | 1999 RF95            | 7 вересня 1999    | Сокорро (Нью-Мексико)      | LINEAR                         |
| (80116) 1999 RZ109 | 1999 RZ109           | 8 вересня 1999    | Сокорро (Нью-Мексико)      | LINEAR                         |
| (80117) 1999 RS111 | 1999 RS111           | 9 вересня 1999    | Сокорро (Нью-Мексико)      | LINEAR                         |
| (80118) 1999 RO134 | 1999 RO134           | 9 вересня 1999    | Сокорро (Нью-Мексико)      | LINEAR                         |
| (80119) 1999 RY138 | 1999 RY138           | 9 вересня 1999    | Сокорро (Нью-Мексико)      | LINEAR                         |
| (80120) 1999 RU139 | 1999 RU139           | 9 вересня 1999    | Сокорро (Нью-Мексико)      | LINEAR                         |
| (80121) 1999 RV144 | 1999 RV144           | 9 вересня 1999    | Сокорро (Нью-Мексико)      | LINEAR                         |
| (80122) 1999 RY155 | 1999 RY155           | 9 вересня 1999    | Сокорро (Нью-Мексико)      | LINEAR                         |
| (80123) 1999 RB170 | 1999 RB170           | 9 вересня 1999    | Сокорро (Нью-Мексико)      | LINEAR                         |
| (80124) 1999 RF171 | 1999 RF171           | 9 вересня 1999    | Сокорро (Нью-Мексико)      | LINEAR                         |
| (80125) 1999 RG176 | 1999 RG176           | 9 вересня 1999    | Сокорро (Нью-Мексико)      | LINEAR                         |
| (80126) 1999 RF190 | 1999 RF190           | 10 вересня 1999   | Сокорро (Нью-Мексико)      | LINEAR                         |
| (80127) 1999 RP198 | 1999 RP198           | 9 вересня 1999    | Сокорро (Нью-Мексико)      | LINEAR                         |
| (80128) 1999 RO210 | 1999 RO210           | 8 вересня 1999    | Сокорро (Нью-Мексико)      | LINEAR                         |
| (80129) 1999 RD225 | 1999 RD225           | 7 вересня 1999    | Сокорро (Нью-Мексико)      | LINEAR                         |
| (80130) 1999 SZ1   | 1999 SZ1             | 18 вересня 1999   | Сокорро (Нью-Мексико)      | LINEAR                         |
| (80131) 1999 ST5   | 1999 ST5             | 30 вересня 1999   | Сокорро (Нью-Мексико)      | LINEAR                         |
| (80132) 1999 SV10  | 1999 SV10            | 30 вересня 1999   | Каталінський огляд         | Каталінський огляд             |
| (80133) 1999 SB11  | 1999 SB11            | 30 вересня 1999   | Каталінський огляд         | Каталінський огляд             |
| (80134) 1999 TE8   | 1999 TE8             | 5 жовтня 1999     | Обсерваторія Фаунтін-Гіллс | Чарльз Джулз                   |
| 80135 Zanzanini    | 1999 TA11            | 7 жовтня 1999     | Обсерваторія Ньйоска       | Стефано Спозетті               |
| (80136) 1999 TV22  | 1999 TV22            | 3 жовтня 1999     | Обсерваторія Кітт-Пік      | Spacewatch                     |
| (80137) 1999 TT25  | 1999 TT25            | 3 жовтня 1999     | Сокорро (Нью-Мексико)      | LINEAR                         |
| (80138) 1999 TY35  | 1999 TY35            | 10 жовтня 1999    | Станція Сінлун             | SCAP                           |
| (80139) 1999 TA46  | 1999 TA46            | 3 жовтня 1999     | Обсерваторія Кітт-Пік      | Spacewatch                     |
| (80140) 1999 TC56  | 1999 TC56            | 6 жовтня 1999     | Обсерваторія Кітт-Пік      | Spacewatch                     |
| (80141) 1999 TF68  | 1999 TF68            | 8 жовтня 1999     | Обсерваторія Кітт-Пік      | Spacewatch                     |
| (80142) 1999 TX89  | 1999 TX89            | 2 жовтня 1999     | Сокорро (Нью-Мексико)      | LINEAR                         |
| (80143) 1999 TD92  | 1999 TD92            | 2 жовтня 1999     | Сокорро (Нью-Мексико)      | LINEAR                         |
| (80144) 1999 TY124 | 1999 TY124           | 4 жовтня 1999     | Сокорро (Нью-Мексико)      | LINEAR                         |
| (80145) 1999 TD153 | 1999 TD153           | 7 жовтня 1999     | Сокорро (Нью-Мексико)      | LINEAR                         |
| (80146) 1999 TJ155 | 1999 TJ155           | 7 жовтня 1999     | Сокорро (Нью-Мексико)      | LINEAR                         |
| (80147) 1999 TV171 | 1999 TV171           | 10 жовтня 1999    | Сокорро (Нью-Мексико)      | LINEAR                         |
| (80148) 1999 TA174 | 1999 TA174           | 10 жовтня 1999    | Сокорро (Нью-Мексико)      | LINEAR                         |
| (80149) 1999 TV177 | 1999 TV177           | 10 жовтня 1999    | Сокорро (Нью-Мексико)      | LINEAR                         |
| (80150) 1999 TL179 | 1999 TL179           | 10 жовтня 1999    | Сокорро (Нью-Мексико)      | LINEAR                         |
| (80151) 1999 TO180 | 1999 TO180           | 10 жовтня 1999    | Сокорро (Нью-Мексико)      | LINEAR                         |
| (80152) 1999 TF195 | 1999 TF195           | 12 жовтня 1999    | Сокорро (Нью-Мексико)      | LINEAR                         |
| (80153) 1999 TP196 | 1999 TP196           | 12 жовтня 1999    | Сокорро (Нью-Мексико)      | LINEAR                         |
| (80154) 1999 TL200 | 1999 TL200           | 12 жовтня 1999    | Сокорро (Нью-Мексико)      | LINEAR                         |
| (80155) 1999 TN206 | 1999 TN206           | 13 жовтня 1999    | Сокорро (Нью-Мексико)      | LINEAR                         |
| (80156) 1999 TV211 | 1999 TV211           | 15 жовтня 1999    | Сокорро (Нью-Мексико)      | LINEAR                         |
| (80157) 1999 TC213 | 1999 TC213           | 15 жовтня 1999    | Сокорро (Нью-Мексико)      | LINEAR                         |
| (80158) 1999 TN223 | 1999 TN223           | 2 жовтня 1999     | Сокорро (Нью-Мексико)      | LINEAR                         |
| (80159) 1999 TL232 | 1999 TL232           | 5 жовтня 1999     | Каталінський огляд         | Каталінський огляд             |
| (80160) 1999 TT239 | 1999 TT239           | 4 жовтня 1999     | Каталінський огляд         | Каталінський огляд             |
| (80161) 1999 TK247 | 1999 TK247           | 8 жовтня 1999     | Каталінський огляд         | Каталінський огляд             |
| (80162) 1999 TZ248 | 1999 TZ248           | 8 жовтня 1999     | Каталінський огляд         | Каталінський огляд             |
| (80163) 1999 TG258 | 1999 TG258           | 9 жовтня 1999     | Сокорро (Нью-Мексико)      | LINEAR                         |
| (80164) 1999 TZ264 | 1999 TZ264           | 3 жовтня 1999     | Сокорро (Нью-Мексико)      | LINEAR                         |
| (80165) 1999 TL285 | 1999 TL285           | 9 жовтня 1999     | Сокорро (Нью-Мексико)      | LINEAR                         |
| (80166) 1999 TP291 | 1999 TP291           | 10 жовтня 1999    | Сокорро (Нью-Мексико)      | LINEAR                         |
| (80167) 1999 TL293 | 1999 TL293           | 12 жовтня 1999    | Сокорро (Нью-Мексико)      | LINEAR                         |
| (80168) 1999 TD321 | 1999 TD321           | 10 жовтня 1999    | Сокорро (Нью-Мексико)      | LINEAR                         |
| (80169) 1999 TD328 | 1999 TD328           | 12 жовтня 1999    | Сокорро (Нью-Мексико)      | LINEAR                         |
| (80170) 1999 UP5   | 1999 UP5             | 29 жовтня 1999    | Каталінський огляд         | Каталінський огляд             |
| (80171) 1999 UO6   | 1999 UO6             | 28 жовтня 1999    | Станція Сінлун             | SCAP                           |
| (80172) 1999 UV8   | 1999 UV8             | 29 жовтня 1999    | Каталінський огляд         | Каталінський огляд             |
| (80173) 1999 UQ12  | 1999 UQ12            | 29 жовтня 1999    | Каталінський огляд         | Каталінський огляд             |
| (80174) 1999 UN23  | 1999 UN23            | 28 жовтня 1999    | Каталінський огляд         | Каталінський огляд             |
| (80175) 1999 UP26  | 1999 UP26            | 30 жовтня 1999    | Каталінський огляд         | Каталінський огляд             |
| (80176) 1999 UL38  | 1999 UL38            | 29 жовтня 1999    | Станція Андерсон-Меса      | LONEOS                         |
| (80177) 1999 US43  | 1999 US43            | 28 жовтня 1999    | Каталінський огляд         | Каталінський огляд             |
| (80178) 1999 UX49  | 1999 UX49            | 30 жовтня 1999    | Каталінський огляд         | Каталінський огляд             |
| 80179 Vaclavknoll  | 1999 VK              | 1 листопада 1999  | Обсерваторія Ондржейов     | Ленка Коткова                  |
| 80180 Елко (Elko)  | 1999 VS              | 3 листопада 1999  | Туїлі                      | Патрік Віґґінс, Голлі Фанеф    |
| (80181) 1999 VD11  | 1999 VD11            | 7 листопада 1999  | Вішнянська обсерваторія    | Корадо Корлевіч                |
| (80182) 1999 VF13  | 1999 VF13            | 1 листопада 1999  | Сокорро (Нью-Мексико)      | LINEAR                         |
| (80183) 1999 VT20  | 1999 VT20            | 9 листопада 1999  | Обсерваторія Наті-Кацуура  | Йошісада Шімідзу, Такеші Урата |
| 80184 Hekigoto     | 1999 VX22            | 10 листопада 1999 | Обсерваторія Кума Коґен    | Акімаса Накамура               |
| (80185) 1999 VO29  | 1999 VO29            | 3 листопада 1999  | Сокорро (Нью-Мексико)      | LINEAR                         |
| (80186) 1999 VD32  | 1999 VD32            | 3 листопада 1999  | Сокорро (Нью-Мексико)      | LINEAR                         |
| (80187) 1999 VJ34  | 1999 VJ34            | 3 листопада 1999  | Сокорро (Нью-Мексико)      | LINEAR                         |
| (80188) 1999 VC37  | 1999 VC37            | 3 листопада 1999  | Сокорро (Нью-Мексико)      | LINEAR                         |
| (80189) 1999 VE37  | 1999 VE37            | 3 листопада 1999  | Сокорро (Нью-Мексико)      | LINEAR                         |
| (80190) 1999 VF38  | 1999 VF38            | 10 листопада 1999 | Сокорро (Нью-Мексико)      | LINEAR                         |
| (80191) 1999 VG38  | 1999 VG38            | 10 листопада 1999 | Сокорро (Нью-Мексико)      | LINEAR                         |
| (80192) 1999 VS38  | 1999 VS38            | 10 листопада 1999 | Сокорро (Нью-Мексико)      | LINEAR                         |
| (80193) 1999 VO43  | 1999 VO43            | 1 листопада 1999  | Каталінський огляд         | Каталінський огляд             |
| (80194) 1999 VE44  | 1999 VE44            | 3 листопада 1999  | Каталінський огляд         | Каталінський огляд             |
| (80195) 1999 VF45  | 1999 VF45            | 4 листопада 1999  | Каталінський огляд         | Каталінський огляд             |
| (80196) 1999 VV48  | 1999 VV48            | 3 листопада 1999  | Сокорро (Нью-Мексико)      | LINEAR                         |
| (80197) 1999 VG49  | 1999 VG49            | 3 листопада 1999  | Сокорро (Нью-Мексико)      | LINEAR                         |
| (80198) 1999 VC50  | 1999 VC50            | 3 листопада 1999  | Сокорро (Нью-Мексико)      | LINEAR                         |
| (80199) 1999 VW52  | 1999 VW52            | 3 листопада 1999  | Сокорро (Нью-Мексико)      | LINEAR                         |
| (80200) 1999 VM53  | 1999 VM53            | 4 листопада 1999  | Сокорро (Нью-Мексико)      | LINEAR                         |